# Benigno Núñez
Benigno Núñez Moya, conocido popularmente como El Mono Núñez (Ginebra, Valle del Cauca, 6 de enero de 1897-Ginebra, Valle del Cauca, 31 de diciembre de 1991), fue un músico autodidacta colombiano de folclore andino.

## Historia
Nació en la Hacienda "La Betulia" en el corregimiento Las Playas, actual municipio de Ginebra, en el Valle del Cauca (Colombia). Hijo de Benigno Núñez y Tránsito Moya, el "Mono" demostró un gran talento prematuro para la música, la cual fue el motor de su existencia.
A los 6 años de edad se radicó en la ciudad de Palmira, Valle del Cauca, en donde inició su vida musical con el acordeonista José Joaquín Soto, quien además de iniciarlo en el acordeón, le regaló una bandola hecha de guadua, instrumento que, junto con la guitarra, tocaría por el resto de su vida. En 1908, a los 11 años, se trasladó a Buga para continuar con sus estudios secundarios.
A los quince años Benigno conoció al músico vallecaucano Pedro María Becerra, con quien inició su real etapa de desarrollo musical, formando un grupo con él y con Tulio "Pescuezo" Gáez. Posteriormente, al grupo se incorporaron Eliseo Cabal y Ramoncito Becerra.
En 1914 hizo parte de la Estudiantina Guadalajara, dirigida por el maestro Manuel Salazar, quien le enseñó a Benigno nuevas técnicas en la bandola. Dicha estudiantina llegó a su fin cuando sus integrantes fueron muriendo.
En 1924 contrajo matrimonio en la ciudad de Guacarí con Ana Julia Lince. Con ella tuvo seis hijos: Tulio Enrique, Álvaro, María Teresa, Gloria, Melba Julia y Maricel. Ninguno de ellos continuó el legado de su padre como músico.
Durante la Segunda Guerra Mundial, El Mono Núñez conformó el Trío Tres Generaciones, junto con los maestros Rafael Navarro en la guitarra y Gustavo Adolfo Rengifo en el tiple. En dicho trío, el Mono estuvo tocando en la bandola hasta su muerte.
Benigno "El Mono" Núñez falleció el 31 de diciembre de 1991 en su ciudad natal, Ginebra.

## Obra
Benigno Núñez "tenía una capacidad tan maravillosa que se aprendía las partituras de memoria y nunca olvidaba una sola nota, así ejecutara la obra cualquier cantidad de años después". El Mono nunca estudió música formalmente y se caracterizó por una gran técnica interpretativa y un gran respeto por los diferentes ritmos. El repertorio de este personaje fue muy limitado. Entre sus obras se destacan:
- Ana María (mazurca)
- Italia (danza)
- María (gaviota)
- Ocasos (bambuco)
- Salospi (bambuco)